# Cmentarz wojenny nr 275 – Brzesko
Cmentarz wojenny nr 275 - Brzesko – austriacki cmentarz wojenny z okresu I wojny światowej wybudowany przez Oddział Grobów Wojennych C. i K. Komendantury Wojskowej w Krakowie i znajdujący się na terenie jego okręgu VIII Brzesko. 
Jest to niewielka kwatera przy północnym murze nowego cmentarza żydowskiego w Brzesku przy ul. Czarnowiejskiej. Pochowano na nim 21 żołnierzy armii austro-węgierskiej wyznania mojżeszowego poległych 21 (lub 24) listopada 1914 roku oraz w okresie styczeń-marzec 1915 roku.
Pomnikiem centralnym jest betonowa macewa z gwiazdą Dawida i dwoma mniejszymi macewami po bokach. Brak na nich inskrypcji. Groby żołnierzy znajdują się pomiędzy pomnikiem a murem cmentarza. Są to trzy rzędy po 7 pojedynczych mogił. Zachowały się podstawy kamieni nagrobnych, porośnięte bluszczem oraz jedna macewa z prawie nieczytelną tabliczką imienną. Spoczywa tam żołnierz cesarsko-królewskiej Armii: Chaim Weis Weintraub. Obecnie cmentarz jest zaniedbany i porośnięty krzewami, drzewami i bluszczem. Na cmentarz prowadziła ozdobna brama, która została zniszczona w latach 30. XX wieku podczas budowy ogrodzenia nekropolii.
Projektował obiekt Robert Motka.
Cmentarz został odnowiony w 2019 roku. Remont został przeprowadzony przez krakowski IPN. 

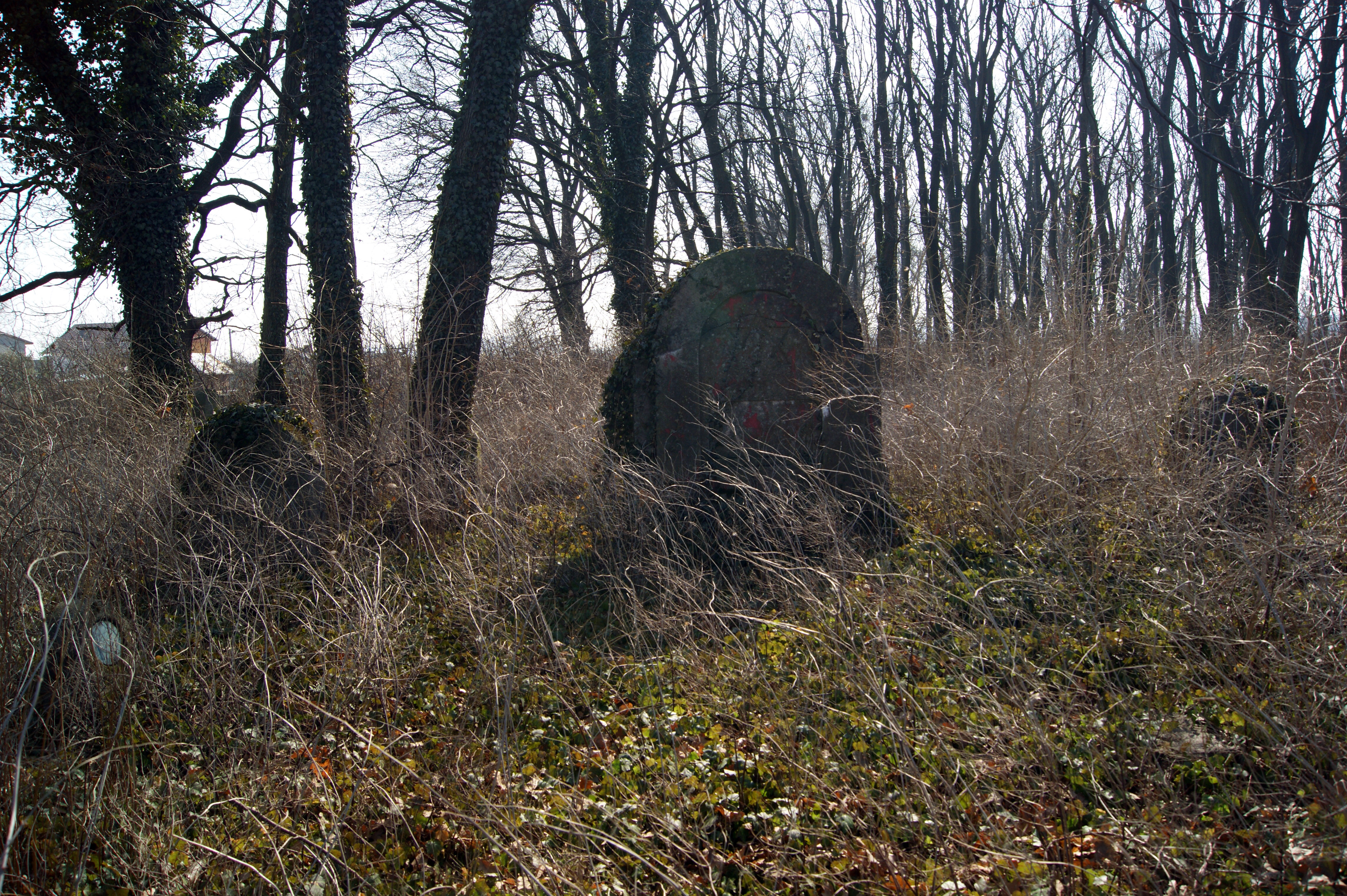
Stan w roku 2012
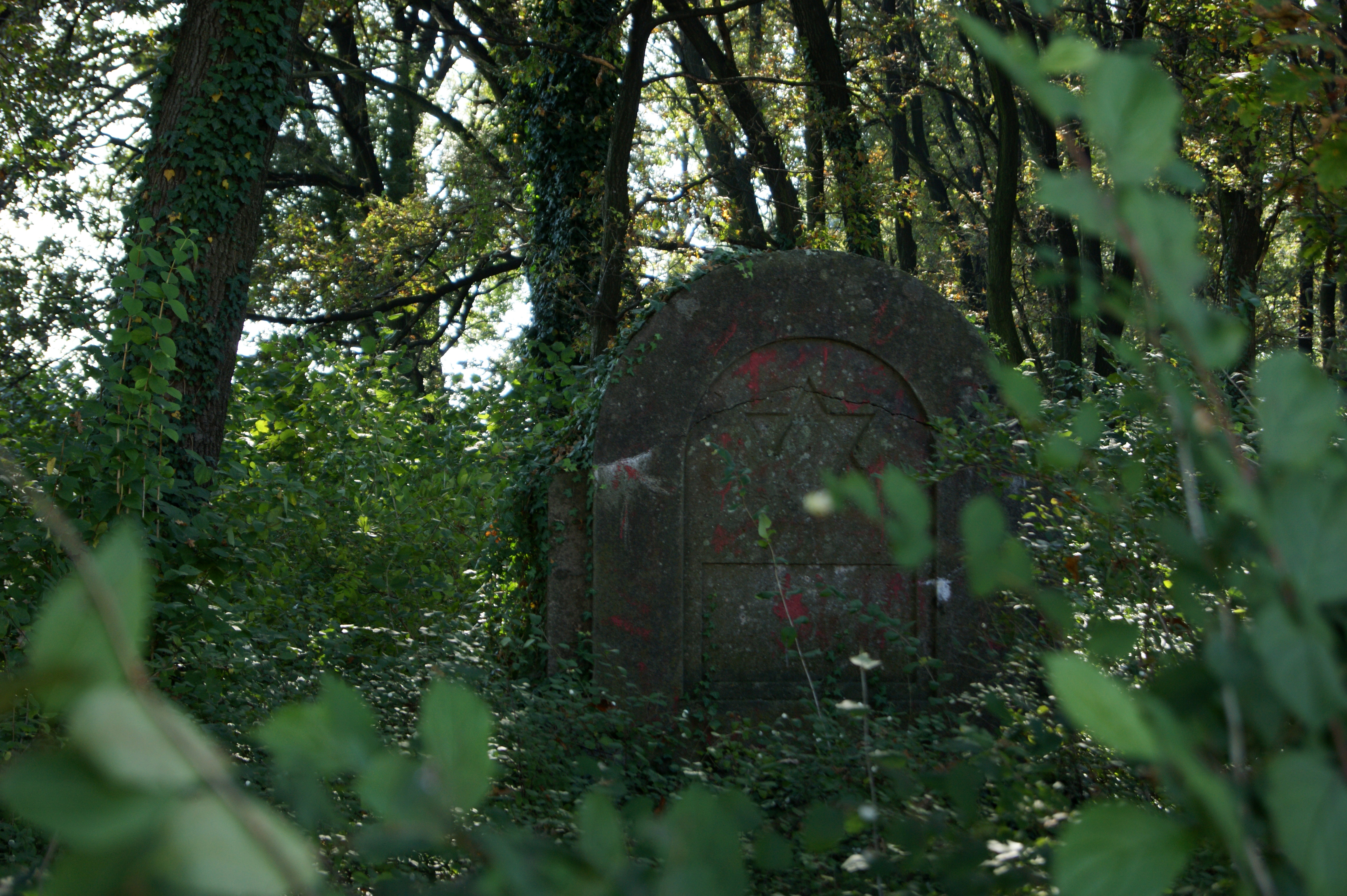
Macewa-pomnik w 2010